# Phaeochroops lakhonicus
Phaeochroops lakhonicus là một loài bọ cánh cứng trong họ Hybosoridae. Loài này được Kuijten miêu tả khoa học năm 1981.